# Kvarteret Pelarbacken

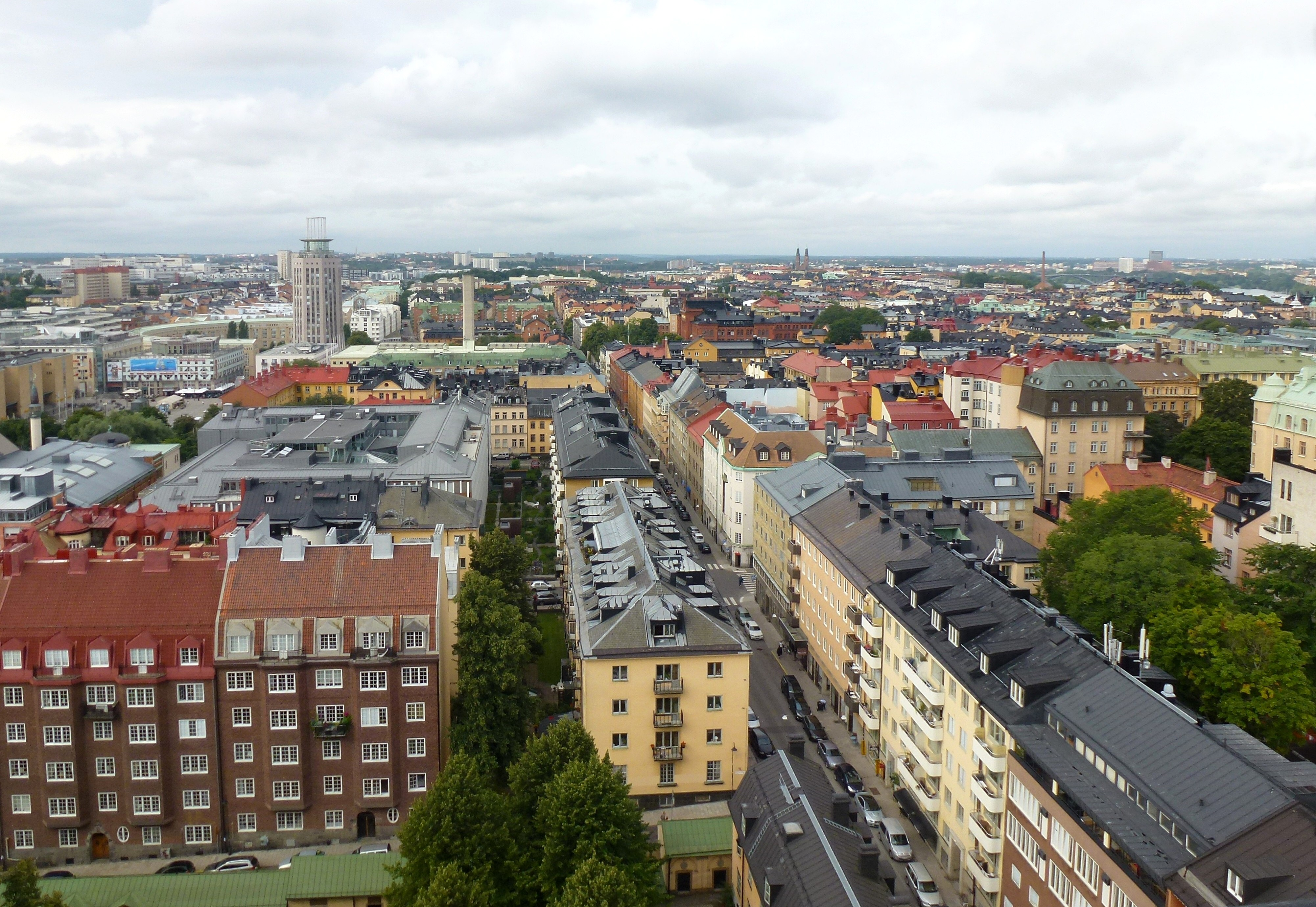
Området för Pelarbacken (i bildens mitt till vänster), sett från Katarina kyrkas torn. Norr är till höger

Pelarbacken kallas två kvarter på Södermalm i Stockholm. Kvarteren består av Pelarbacken Större och Pelarbacken Mindre. Kvarteren omges av Götgatan (Götgatsbacken) i väster, Högbergsgatan i norr, Östgötagatan i öster och Björns trädgård i söder. Tidigare ingick även området för Björns trädgård i Pelarbacken Större som sträckte sig ända ner till Tjärhovsgatan. Genom kvarteren leder Kapellgränd. Pelarbacken var en av Stockholms avrättningsplatser och senare stadens kalvarieberg. Uppe på Pelarbacken ligger det stora bostadshuset "Söderslottet" byggt 1882–1883.

## Kalvariestenar och Käpplingestenen

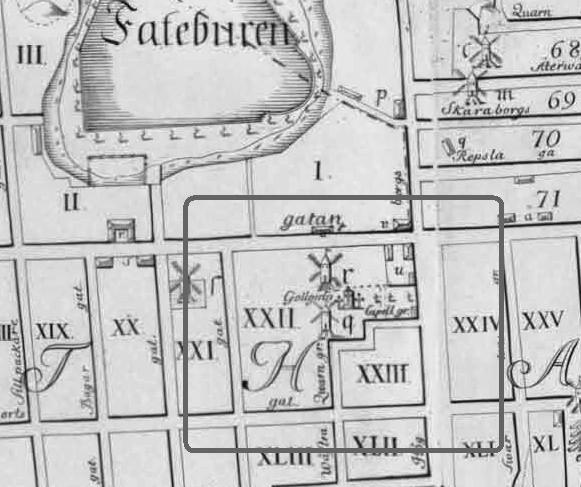
Tillaeus karta 1733.
Norr är till höger

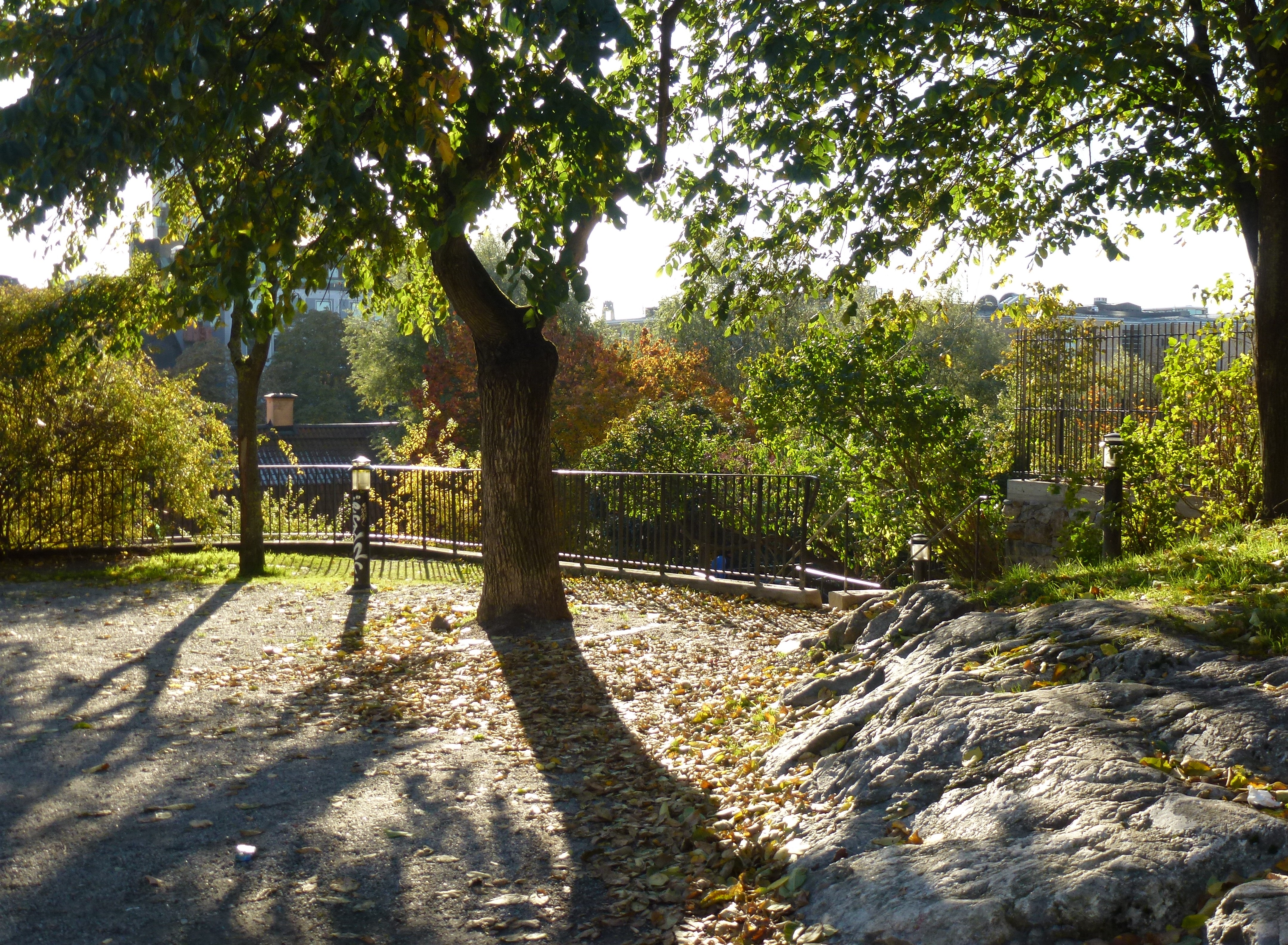
På Pelarbackens topp, vy mot sydväst.

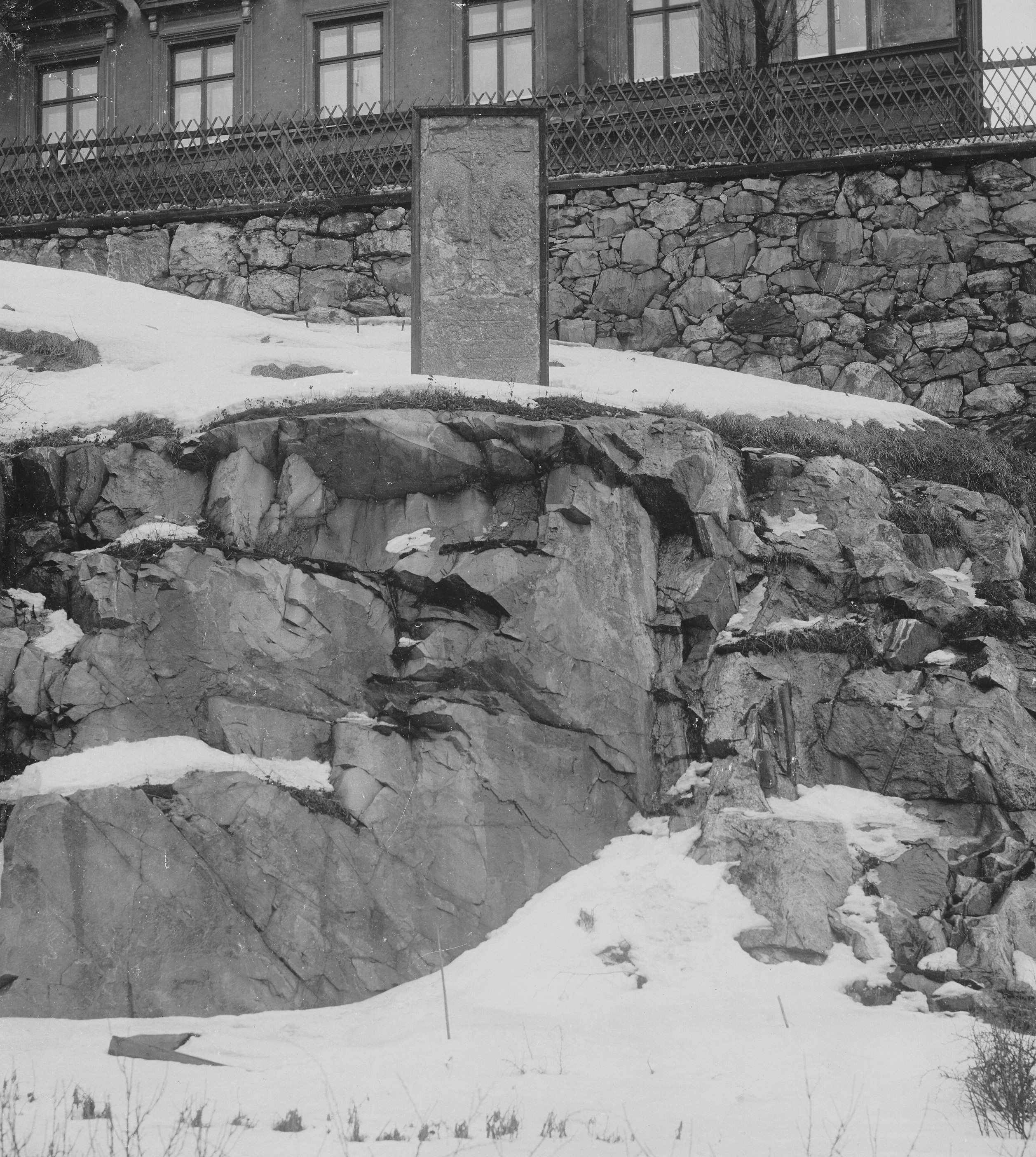
Kalvariestenen 1896.

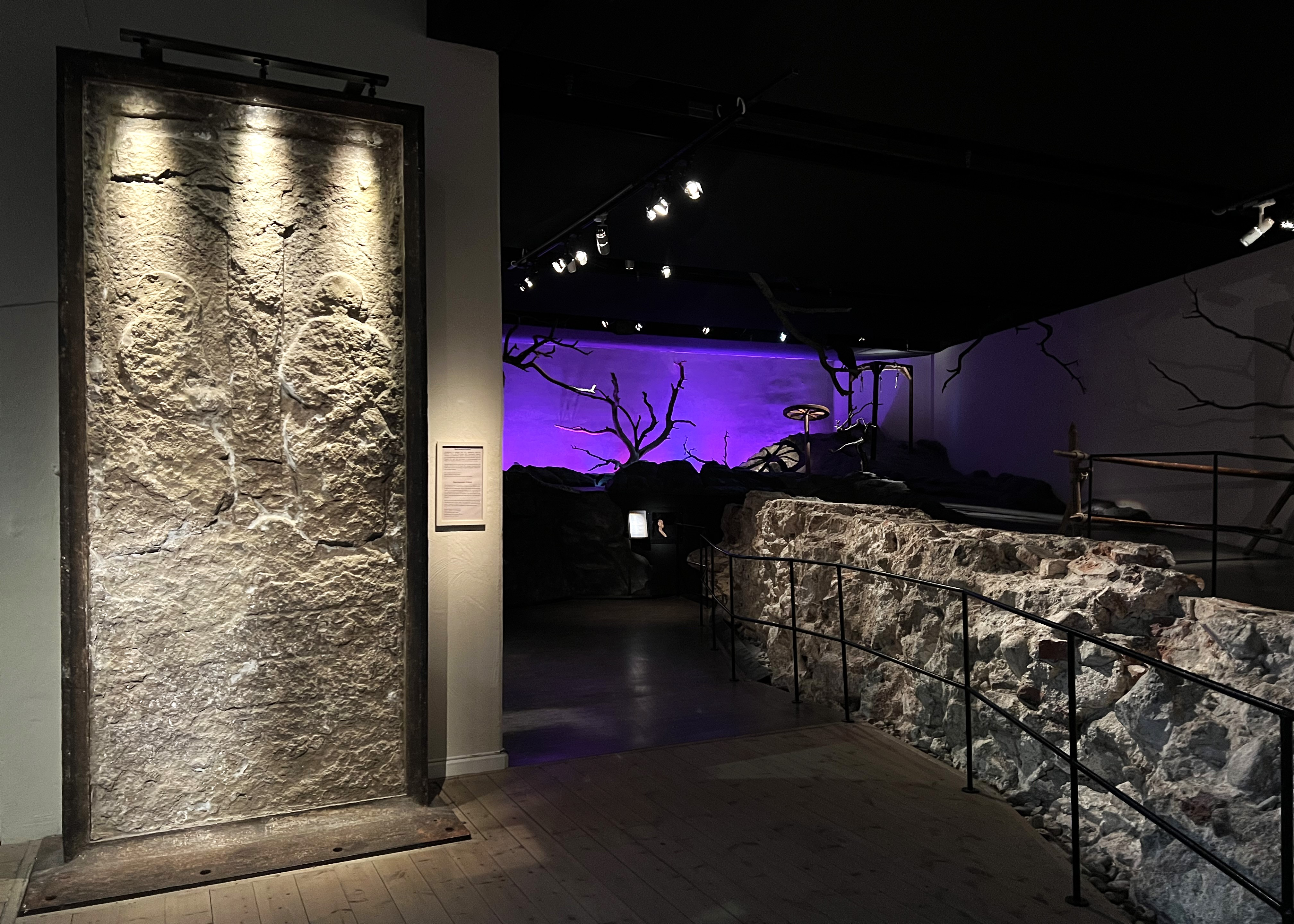
Kalvariestenen från 1511 i Medeltidsmuseet i Stockholm, 2023. I bakgrunden galgbacken, till höger en del av Gustav Vasas stadsmur från 1530.

Under medeltiden låg en av Stockholms galgbackar i området sydväst om nuvarande Katarina kyrka. I dess närhet och på södra sluttningen av berget restes 1511 (möjligen 1496) ett antal höga stenar med scener från Kristi lidande. Det rörde sig om tre flata stenhällar av gotländsk sandsten, i äldre tider kallade “pelare“. De stod samlade kring själva slutstationen, en sorts Golgata. 
På sluttningen uppfördes även ett litet kapell, kallat Helga Kors kapell (förstört i början av 1500-talet). Lite längre österut lät Johan III uppföra ett nytt kapell som stod färdigt 1590 och kallades Sturekapellet. Namnet Sturekapellet skulle minna om Sten Sture d.y. vars lik hade bränts här efter Stockholms blodbad 1520. Dagens Kapellgränd påminner troligen om detta kapell, likaså kvartersnamnet Sturen. Platsen kallades också för Stockholms Golgata och stenarna var en typ av kalvariestenar som troligen skulle påminna om Torgils Knutssons halshuggning som verkställdes här den 10 februari 1306.
Under 1400-talet fick denna galgbacke en mer officiell religiös status som Stockholms kalvarieberg. Vid påsktid vandrade man i religiösa processioner efter katolsk tradition från Stockholms rådstuga på Stortorget upp till berget på Södermalm. Sträckan ansågs motsvara den som Jesus burit sitt kors till Golgata.
Stenarna på det stockholmska kalvarieberget avbildade följande tre scener från Golgatavandringen: 
- Jesus bär sitt kors,
- Jesus faller under korset,
- Den korsfäste med de båda sörjande Mariorna vid sidan.

## Kvarteret i modern tid
Ännu mot slutet av 1600-talet var anläggningen kvar i sitt ursprungliga skick. På Petrus Tillaeus karta från 1733 avser kvartersbeteckningarna XXII och XXIII “Pelarebacken större och mindre“ och platsen på toppen heter fortfarande “Gollgata“. Där syns tre kors och två väderkvarnar, “Finskan och Dundercrantz“. 1877 uppfördes här Andreaskyrkan efter ritningar av Axel Kumlien och Hjalmar Kumlien. År 1903 byggdes söder om Kapellgränd den elektriska  omformarstationen Katarinastationen, ritad av Ferdinand Boberg. I denna byggnad finns sedan år 2000 Stockholms moské.
Stenen med Jesus och de sörjande Mariorna fanns ännu 1911, om än starkt söndervittrad, på en klippavsats vid Götgatan 41. Samma år flyttades stenen först till Nordiska museet och sedan till Stockholms stadsmuseum, idag står den i Medeltidsmuseet. Den kallades även “Käpplingestenen“. Teorin att stenarna rests till minne av Käpplingemorden (1389) är dock felaktig och beror på en feltolkning av en tysk text på stenen.
Idag syns inte mycket av den forna Pelarbacken. Bakom (norr om) Björns malmgård leder några trappor upp till höjden med en liten park och på Götgatsbacken kan man ana Pelarbackens sluttning mot sydväst.

## Bostadshuset "Söderslottet"

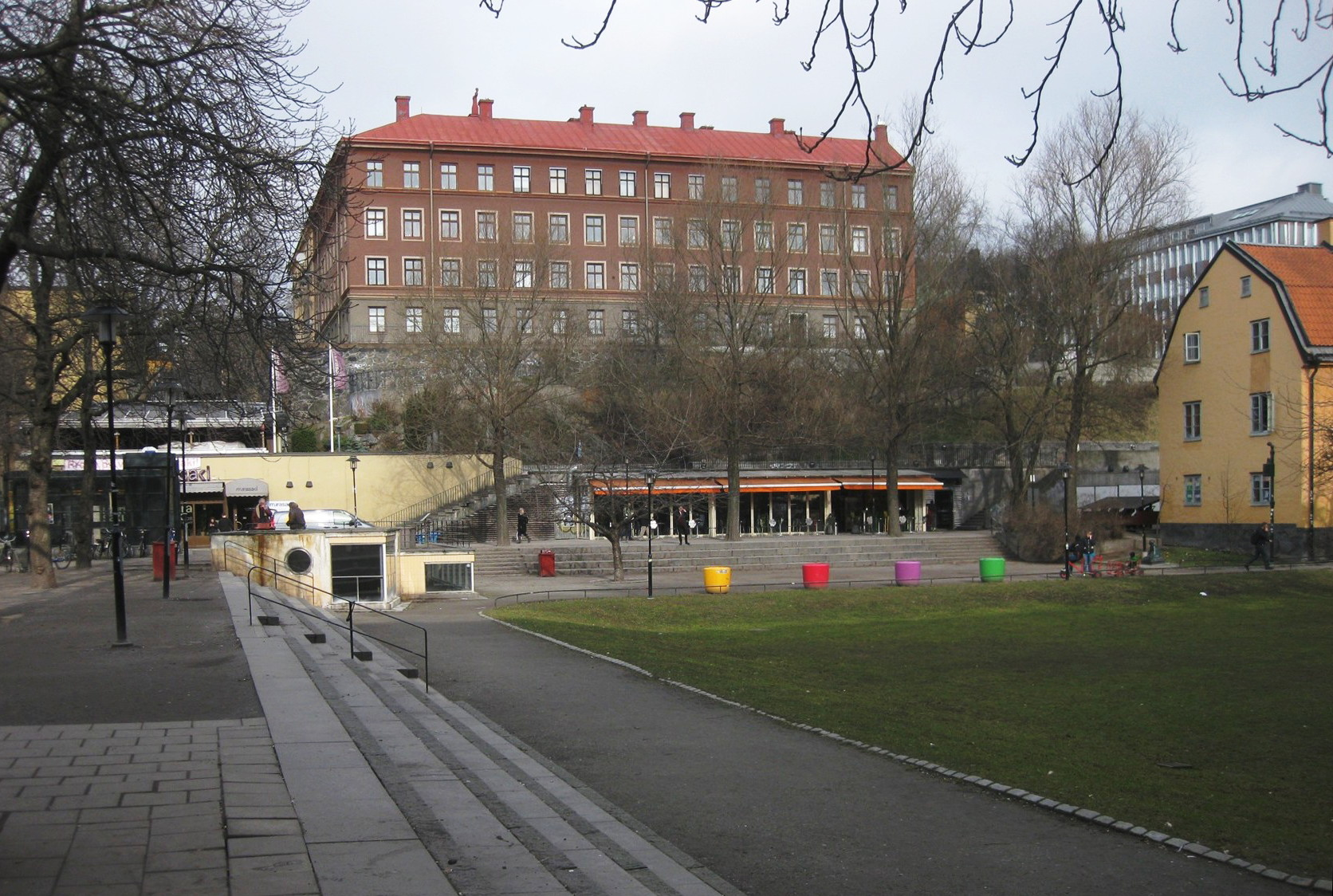
"Söderslottet" uppe på Pelarbacken ovanför Björns Trädgård.

Uppe på Pelarbacken, fastigheten Pelarbacken större 8, ligger ett stort bostadshus kallat "Söderslottet". Det byggdes 1882–1883 av Centrala bostadsföreningen, arkitekt var Carl Wallén. Huset var framförallt uppfört för att hysa arbetarfamiljer. Huset har drygt femtio en- och tvårumslägenheter och hade på 1800-talet tvättstuga, avträden och likbod på gården. Först 1935 installerades vattentoaletter i samtliga lägenheter.
Byggnaden har av Stadsmuseet i Stockholm fått den kulturhistoriska klassificeringen grönt vilket är den näst högsta klassificeringen. Grönt betyder att den är "särskilt värdefull från historisk, kulturhistorisk, miljömässig eller konstnärlig synvinkel".